# Улица Степана Ковнира
Улица Степана Ковнира (укр. Вулиця Степана Ковніра) — улица в Печерском районе города Киева, местность Печерск. Пролегает от Арсенальной улицы до тупика (ранее — до улицы Генерала Алмазова, автомобильного проезда до этой улицы нет).

## История
Улица возникла в 1-й половине XIX века на так называемом Засарайному пути, соединявшем Печерск с военными сараями и фурштатским двором (стоянкой военного обоза), который размещался за сараями. Отсюда с 1869 года улица имела название Засарайная (в ряде источников — Засарайный переулок).
С 1904 года улица имела название Аносовская, по имени генерал-лейтенанта Алексея Васильевича Аносова, коменданта Печерской крепости в 1890-1898 годах.
В 1928 году получила название улица Ластовского в честь киевского рабочего-большевика Александра Ластовского.
Современное название в честь украинского архитектора XVII века, мастера украинского барокко Степана Ковнира — с 2016 года.
В 1930-х годах отрезок Госпитальной улицы между современными улицами Немировича-Данченко и Генерала Алмазова имел название Засарайная улица. Улица исчезла в результате перепланировки местности, это было при прокладке бульвара Леси Украинки и перестройки окружающей местности, пролегала чуть севернее нынешнего бульвара.

## Изображения

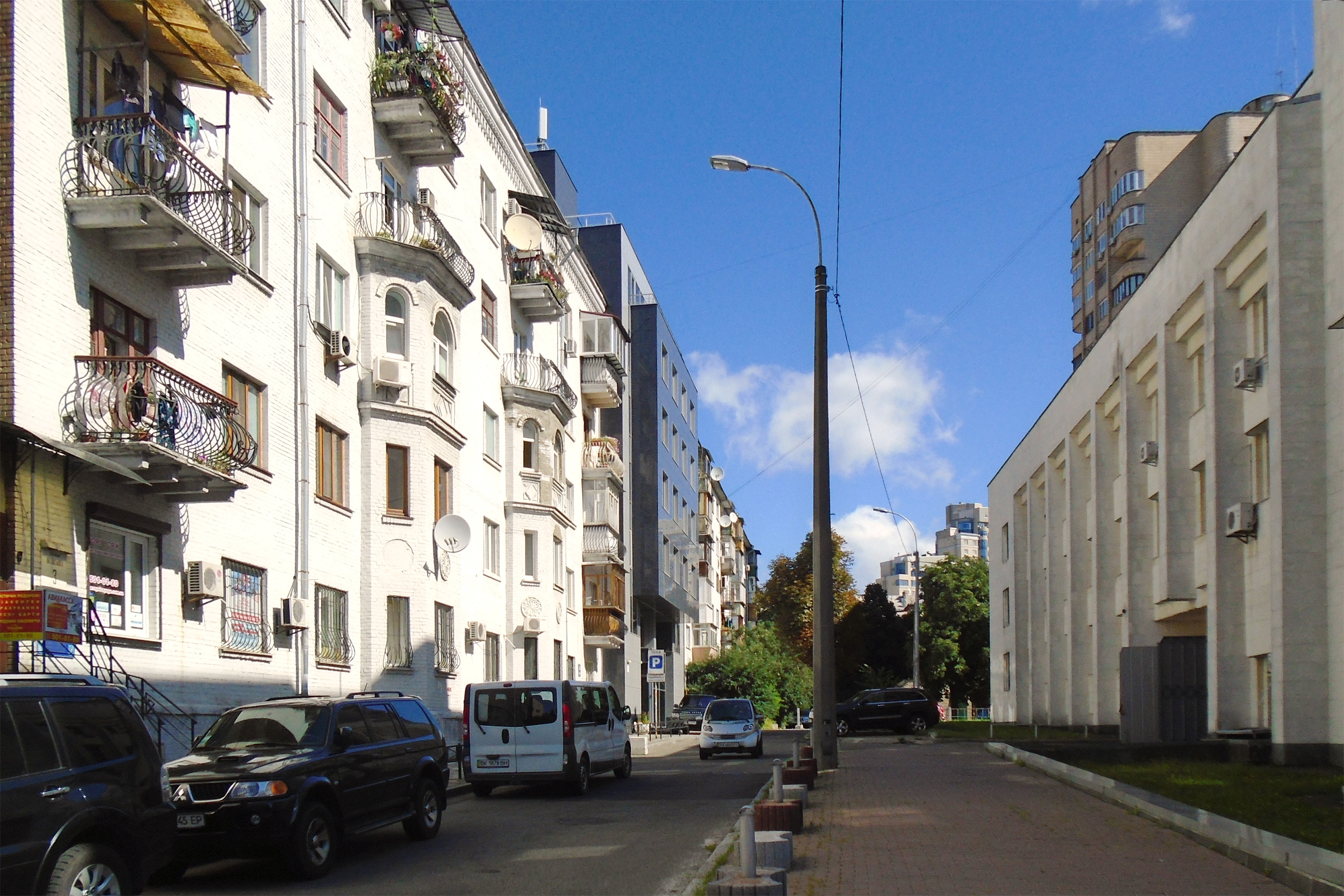
Улица Степана Ковнира
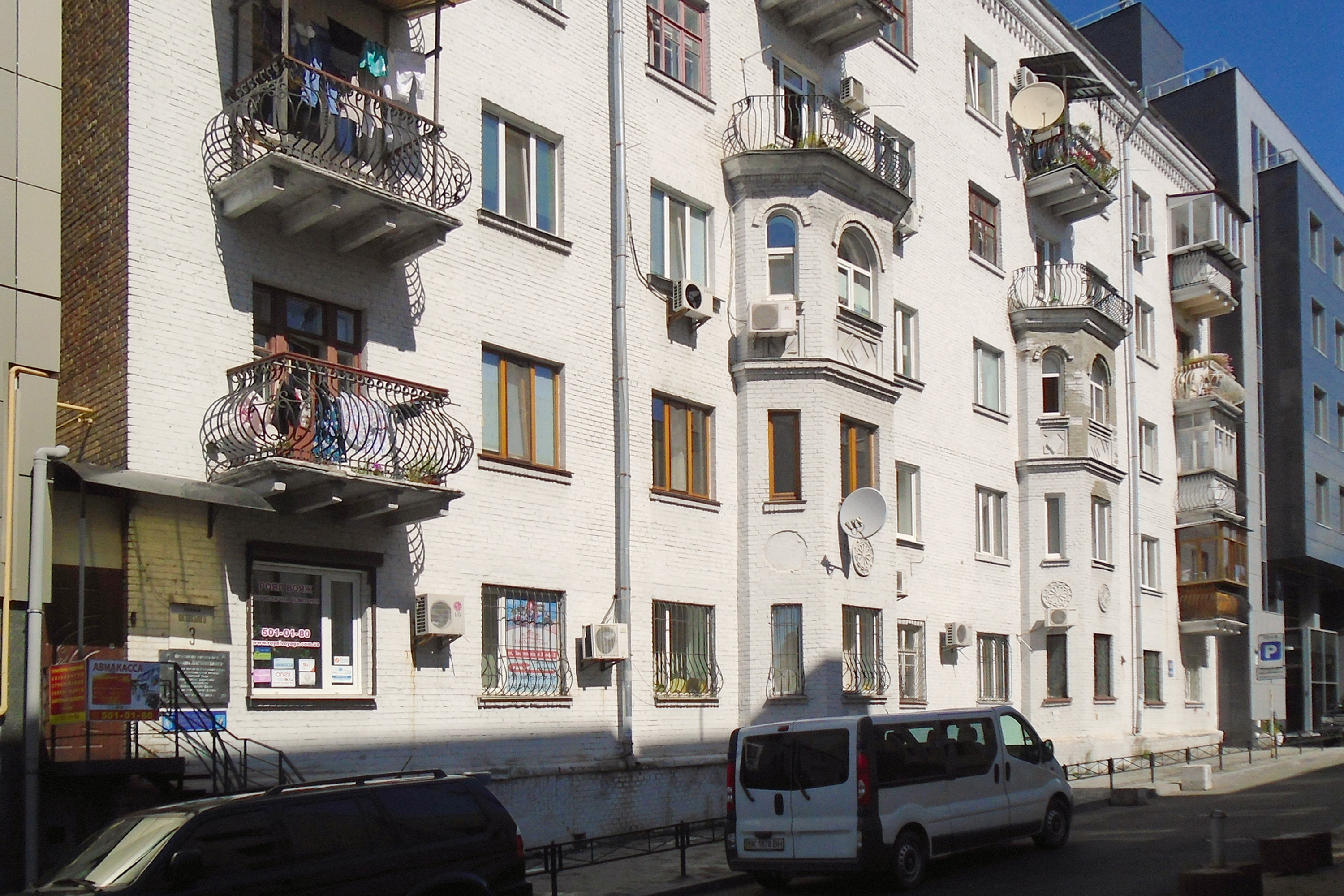
Дом № 3 по улице Степана Ковнира